# 名古屋球場
もしかして
- ナゴヤ球場

ではありませんか？